# Педурень (Мерешешть, Вранча)
Педурень, Педурені (рум. Pădureni) — село у повіті Вранча в Румунії. Адміністративно підпорядковане місту Мерешешть.
Село розташоване на відстані 188 км на північний схід від Бухареста, 26 км на північ від Фокшан, 138 км на південь від Ясс, 84 км на північний захід від Галаца, 129 км на схід від Брашова.

## Населення
За даними перепису населення 2002 року у селі проживали 567 осіб. Усі жителі села рідною мовою назвали румунську.
Національний склад населення села:
| Національність | Кількість осіб | Відсоток |
| -------------- | -------------- | -------- |
| румуни         | 535            | 94,4%    |
| цигани         | 32             | 5,6%     |